# Canton d'Aix-les-Bains-Sud
Le canton d'Aix-les-Bains-Sud est une ancienne division administrative française, qui était située dans le département de la Savoie et la région Auvergne-Rhône-Alpes.
Il disparait en 2015 à la suite du redécoupage cantonal de 2014.

## Histoire
Le canton d'Aix-les-Bains-Sud a été créé par le décret du 23 janvier 1985. Ce dernier fait ainsi disparaître les cantons d'Aix-les-Bains et de Grésy-sur-Aix pour être remplacés par les trois cantons suivants : Aix-les-Bains-Sud ; Aix-les-Bains-Centre et Aix-les-Bains-Nord-Grésy.

## Composition
Le canton d'Aix-les-Bains-Sud regroupe les communes suivantes :
| Nom                       | Code Insee | Intercommunalité | Population (dernière pop. légale)              |
| ------------------------- | ---------- | ---------------- | ---------------------------------------------- |
| Aix-les-Bains (chef-lieu) | 73008      | CA Grand Lac     | Fraction : 4 140(2012) Commune : 30 291 (2014) |
| Drumettaz-Clarafond       | 73103      | CA Grand Lac     | 2 593 (2014)                                   |
| Méry                      | 73155      | CA Grand Lac     | 1 605 (2014)                                   |
| Mouxy                     | 73182      | CA Grand Lac     | 2 254 (2014)                                   |
| Tresserve                 | 73300      | CA Grand Lac     | 3 098 (2014)                                   |
| Viviers-du-Lac            | 73328      | CA Grand Lac     | 2 180 (2014)                                   |
| Voglans                   | 73329      | CA Grand Lac     | 1 818 (2014)                                   |

Pour la commune d'Aix-les-Bains, seule sa partie sud fait partie de ce canton.

## Représentation
| Période                                  | Période | Identité           | Étiquette | Qualité                                                                               |
| ---------------------------------------- | ------- | ------------------ | --------- | ------------------------------------------------------------------------------------- |
| 1985                                     | 1992    | Jacques Moucot     | DVD       | Adjoint au maire d'Aix-les-Bains, ancien conseiller général du canton d'Aix-les-Bains |
| 1992                                     | 2004    | Jean-Paul Calloud  | DVG       | Avocat - Député (1988-1993)                                                           |
| 2004                                     | 2015    | Jean-Louis Sarzier | DVG       | Cheminot Maire de Drumettaz-Clarafond (2008-2014)                                     |
| Les données manquantes sont à compléter. |         |                    |           |                                                                                       |

## Démographie
| 1990   | 1999   | 2006   | 2011   | 2012   |
| ------ | ------ | ------ | ------ | ------ |
| 13 046 | 14 730 | 15 533 | 16 995 | 17 384 |